# Kurt Leo Sourisseaux
Kurt Leo Sourisseaux (* 29. Mai 1927 in Würzburg; † 23. April 2015) war ein deutscher Opernsänger (Tenor), Schauspieler und Regisseur, vornehmlich im Bereich der Operette. Er war von 1968 bis 1992 Oberspielleiter Operette der Städtischen Bühnen Nürnberg.

## Leben
Schon als Schüler stand Kurt Leo Sourisseaux mitten im Zweiten Weltkrieg regelmäßig als Statist auf der Bühne des Würzburger Theaters. Bei dieser Gelegenheit entdeckte der Schauspieler Erwin Schweizer sein Talent. Zusammen mit seiner Frau Trude Rudorf gab er Sourisseaux fortan Schauspiel- und Tanzunterricht. Gleichzeitig lernte der junge Künstler Violine am Bayerischen Staatskonservatorium für Musik (heute Hochschule für Musik) in Würzburg. Zwar kam er als 17-Jähriger 1943 zur Wehrmacht, doch musste er nicht an Kriegshandlungen teilnehmen.
Gleich mit dem Nachkriegs-Neubeginn des Würzburger Theaters erhielt Sourisseaux dort ein Engagement als „Schauspieler mit Chorverpflichtung, Inspizient, Regieassistent, Souffleur und Reiseleiter“. Sein komisches Talent wurde bald erkannt, und so bekam er in Franz Lehárs Operette Das Land des Lächelns erstmals eine Buffo-Rolle. Er entwickelte sich zu einem Komiker par excellence und spielt in seiner Laufbahn praktische alle Buffo-Partien des klassischen Operettenrepertoires.
Nach einer Station in Bamberg (1948 bis 1950) kam Sourisseaux schließlich nach Nürnberg. Am dortigen Theater entwickelte er sich ab der Saison 1950/51 zur prägenden Gestalt des Operettenensembles. Er wurde zum absoluten Publikumsliebling. Bereits in der ersten Saison stand er in sechs (von insgesamt neun) Operettenpremieren auf der Bühne. Möglich und nötig war diese Produktionsfülle, weil zwischen Nürnberg und Fürth bis 1970 eine Theatergemeinschaft bestand und gleich zwei Bühnen bespielt werden mussten. Mit der Premiere von Paul Burkhards Feuerwerk begann dann ab der Spielzeit 1951/1952 die große Nürnberger Operettenära, die für mehrere Jahrzehnte als stilbildend galt. Zahlreiche Uraufführungen zeitgenössischer Operettenkomponisten bestimmten neben dem klassischen Repertoire den Spielplan. Sourisseaux galt in dieser Zeit als „Tausendsassa des Theaters“. Davon zeugen auch seine Erfolge als Frosch in der Fledermaus (auch an der Deutschen Oper am Rhein in Düsseldorf), in der Sprechrolle als Haushofmeister in Richard Strauss’ Ariadne auf Naxos und als Theaterdirektor im Vorspiel zu Johann Wolfgang Goethes Faust.
Kurt Sourisseaux’ herausragendes Engagement führte 1968 zur Ernennung als Nürnberger Oberspielleiter Operette, eine Position, die er noch zwei Jahre zusammen mit seinem Vorgänger Willi Auerbach, dann in alleiniger Verantwortung bis zur Spielzeit 1991/1992 innehatte. Seine mehr als einhundert Inszenierungen in Nürnberg und anderswo „zeichneten sich durch Tempo und große Farbenpracht aus.“ Die zahlreichen Gastspiele sowie Engagements als Sänger- und Regisseur im In- und Ausland bezeugten seinen Erfolg.
Im Jahr 2006 nahm Kurt Leo Sourisseaux offiziell seinen Abschied vom Theater Nürnberg, doch trat er bis zuletzt gelegentlich in kleinerem Rahmen auf. 2012 starb seine Ehefrau, die französisch-russische Primaballerina Olga Barneva, mit der er 60 Jahre lang verheiratet war.

## Auszeichnungen
- 1981: Bundesverdienstkreuz am Bande, verliehen durch Bundespräsident Karl Carstens
- 1990: Goldenes Ehrenzeichen der Genossenschaft Deutscher Bühnen-Angehöriger
- 1996: Goldener Trichter der Nürnberger Trichter Karnevalsgesellschaft 1909 e. V. (NTKG)
- 2000: Albrecht-Dürer-Medaille der Stadt Nürnberg

## Partien (Auswahl)
- Das Land des Lächelns (Franz Lehár): Graf Pottenstein
- Der Zarewitsch (Franz Lehár): Iwan
- Die lustige Witwe (Franz Lehár): Danilo
- Der Graf von Luxemburg (Franz Lehár): Armand Brissard
- Paganini (Franz Lehár): Pimpinelli
- Zigeunerliebe (Franz Lehár): Kajetán Dimetreanu
- Der Vetter aus Dingsda  (Eduard Künneke): Egon
- Lieselott (Eduard Künneke): Chevalier de la Garde
- Die Dubarry (Carl Millöcker): Marquis du Brissac
- Gasparone (Carl Millöcker): Sindulfo
- Gräfin Mariza (Emmerich Kálmán): Baron Koloman Zsupan
- Die Csárdásfürstin (Emmerich Kálmán): Graf Boni
- Das Hollandweibchen (Emmerich Kálmán): Dr. Sterzel
- Wiener Blut (Johann Strauß): Kammerdiener
- Die Fledermaus (Johann Strauß): Prinz Orlofsky; Frosch
- Das Feuerwerk (Paul Burkhard): Robert; Obolski; Gustav Oberholzer
- Viktoria und ihr Husar (Paul Abraham): Graf Ferry; Jancsi
- Die ungarische Hochzeit (Nico Dostal): Arpad
- Clivia (Nico Dostal): Reporter
- Orpheus in der Unterwelt (Jacques Offenbach): Styx
- Nanon (Richard Genée): Hector
- Die ideale Geliebte (Gerhard Winkler): Pedro Cantaro
- Frau Luna (Paul Lincke): Fritz Steppke
- Maske in Blau (Fred Raymond): Seppl Fraunhofer
- Im weißen Rößl (Ralph Benatzky): Sigismund
- Meine Schwester und ich (Ralph Benatzky): Dr. Fleuriot
- Kiss Me, Kate (Cole Porter): Ganove
- My Fair Lady (Frederick Loewe): Higgins
- Anatevka (Jerry Bock): Rabbi
- Anything Goes (Cole Porter): Reverend Henry T. Dobson: